# فرودگاه رانچو ماریتا
 فرودگاه رانچو ماریتا (به انگلیسی: Rancho Murieta Airport) یک فرودگاه همگانی بهره‌برداری هوایی است که یک باند فرود آسفالت دارد و طول باند آن ۱۱۵۸ متر است. این فرودگاه در کشور ایالات متحده آمریکا قرار دارد و در ارتفاع ۴۳ متری از سطح دریا واقع شده است.